# Рой Міллер
Рой Міллер (ісп. Roy Miller, нар. 24 листопада 1984, Сан-Хосе) — костариканський футболіст, захисник американського клубу «Нью-Йорк Ред Буллз» та національної збірної Коста-Рики.

## Клубна кар'єра
Народився 24 листопада 1984 року в місті Сан-Хосе. Вихованець футбольної школи клубу «Картагінес». Дорослу футбольну кар'єру розпочав 2001 року в основній команді того ж клубу, в якій провів чотири сезони.
Своєю грою за цю команду привернув увагу представників тренерського штабу норвезького «Буде-Глімт», до складу якого приєднався 2005 року. Відіграв за команду з Буде наступні три сезони своєї ігрової кар'єри.
2008 року уклав контракт з іншим норвезьким клубом, «Русенборгом», у складі якого провів наступний рік своєї кар'єри гравця. 
Протягом 2009 року захищав на умовах оренди кольори шведського «Ергрюте».
До складу клубу «Нью-Йорк Ред Буллз» приєднався 2010 року. Відтоді встиг відіграти за команду з Нью-Йорка понад 100 матчів в MLS.

## Виступи за збірну
2005 року дебютував в офіційних матчах у складі національної збірної Коста-Рики. Наразі провів у формі головної команди країни 47 матчів, забивши 1 гол.
У складі збірної був учасником розіграшу Золотого кубка КОНКАКАФ 2005 року та розіграшу Золотого кубка КОНКАКАФ 2013 року.

## Титули і досягнення
- Переможець Центральноамериканського кубка: 2005, 2014